# Bovicola bovis
Bovicola bovis ist ein beim Hausrind parasitierender Haarling. Er ist wirtsspezifisch.
Bovicola bovis ist bis zu 2 mm lang, 0,35–0,55 mm breit und rötlich-braun gefärbt. Der Hinterleib (Abdomen) weist dunkle Querstreifen auf. Der Kopf ist relativ groß, etwa so breit wie der Körper und an seinem vorderen Ende abgerundet. Die Mundwerkzeuge liegen bauchseitig. Die Beine sind schlank und an die Bewegung im Fell angepasst. Jedes trägt am unteren Ende eine Kralle. Die Nymphen sind deutlich kleiner als die Adulten, etwas weniger sklerosiert und die Querstreifung ist schwächer.
Weibchen haben eine Lebenserwartung von etwa einem Monat und legen pro Tag zwei Eier. Diese sind weißlich, werden an einen Haarschaft geklebt und sind mit bloßem Auge sichtbar. Nach 7 bis 10 Tagen schlüpft das erste Nymphenstadium. Nach insgesamt drei Nymphenstadien mit jeweils 5 bis 6 Tagen häuten sich die Nymphen zu den Adulten. Diese halten sich bevorzugt an Kopf, Hals und Rumpf auf. Durch Parthenogenese und einen erhöhten Anteil weiblicher Haarlinge kann die Lauspopulation ihre Vermehrungsgeschwindigkeit erhöhen.